# ویسنته دل بوسکه
ویسنته دل بوسکه گونزالس (به اسپانیایی: Vicente del Bosque González, 1st Marquis of Del Bosque) (زاده ۲۳ دسامبر ۱۹۵۰)، ویسنته دل بوسکه گونزالس در تاریخ ۲۳ دسامبر سال ۱۹۵۰ در سالامانکا در اسپانیا به دنیا آمد
دل‌بوسکه از دوران کودکی در رئال مادرید بازی می‌کرد و با این تیم به عنوان بازیکن، پنج بار مقام قهرمانی لیگ و چهار بار قهرمانی جام حذفی اسپانیا را به دست آورد. برای تیم ملی فوتبال اسپانیا نیز هجده مرتبه به میدان رفت.
پس از دوران فعالیت به عنوان بازیکن، با سمت هماهنگ‌کننده امور جوانان در رئال مادرید شروع به کار کرد. چندین مرتبه نیز از او به عنوان راه حل موقتی در پست مربی استفاده شد، مانند سال ۱۹۹۴ (برای چند هفته) و سال ۱۹

## دوران مربیگری

### رئال مادرید
دل‌بوسکه در فصل ۲۰۰۱–۲۰۰۰ توانست با رئال قهرمان لا لیگا شود. با شیوه آرام و متعادلش توانست تیمی رهبری کند که از ستارگان بزرگی چون لوئیس فیگو، زین‌الدین زیدان، رونالدو، روبرتو کارلوس، رائول گونزالس بلانکو تشکیل شده بود، بدون این‌که اختلاف و کشمکشی در تیم پدید بیاید.
در فصل ۰۲–۲۰۰۱ این مرد همیشه آرام و متواضع، با رئال مادرید یک باردیگر قهرمان لیگ قهرمانان اروپا شد. قبل از این که قرارداد وی در پایان فصل ۰۳–۲۰۰۲ از سوی مسئولان وقت باشگاه تمدید نشد، موفق شد در طول بیش از سه سال، دو قهرمانی لا لیگا و دو قهرمانی باشگاه‌های اروپا را به دست آورد.
جانشینان او، هیچ‌کدام نتوانستند موفقیت‌های او را تکرار کنند و تداوم در نیمکت مربیگری این تیم از میان رفت. تازه در فصل ۰۷–۲۰۰۶ بود که دوباره رئال توانست قهرمان لیگ اسپانیا شود. مسئولان تیم، دلیل اخراج دل‌بوسکه را این موضوع اعلام کردند که می‌خواستند هویت و مشی جدیدی برای پست مربیگری تیم پیدا کنند.
در سال‌های قبل، از این جهت دل‌بوسکه جلب توجه می‌کرد که هیئت مدیره سابق رئال مادرید و در راس آن، فلورنتینو پرز را چندبار مورد انتقاد شدید قرار داده بود.
وی در مجموع به همراه رئال مادرید هفت بار قهرمانی لا لیگا، پنج بار قهرمانی جام حذفی اسپانیا یا کوپا دل ری، دو عنوان لیگ قهرمانان اروپا، یک قهرمانی سوپرجام اسپانیا، یک بار قهرمانی جام باشگاه‌های جهان و یک بار قهرمانی سوپرجام اروپا را به دست آورد.

### بشیکتاش
ویسنته دل‌بوسکه از ژوئن سال ۲۰۰۴ هدایت تیم بشیکتاش استانبول از سوپر لیگ فوتبال ترکیه را به دست گرفت، اما به دلیل کسب نتایج ضعیف، در تاریخ ۲۷ ژانویه سال ۲۰۰۵ از این تیم اخراج شد. در فوریه سال ۲۰۰۷ باشگاه بشیکتاش مجبور شد که به وی و سه مربی بعد از او در مجموع ۸ میلیون یورو به عنوان جبران خسارت پرداخت کند. در ۱۳ ژوئیه سال ۲۰۰۷ دادگاه سوئیس، شکایت باشگاه بشیکتاش نسبت به رای هیئت داوری بین‌المللی ورزش را رد کرد.

### کادیس
در ژوئن سال ۲۰۰۷ به تیم دسته دومی کادیس اسپانیا رفت و به عنوان مدیر ورزشی مشغول به کار شد. فعالیت او در آن‌جا در رابطه با پروژه آرتورو بالداسانو سوپرویله، مالک جدید باشگاه بود. بالداسانو در سال ۲۰۰۶ برای انتخابات ریاست باشگاه رئال مادرید نامزد شده بود و اعلام کرده بود که در صورت پیروزی، دل بوسکه را دوباره به عنوان سرمربی رئال استخدام می‌کند.

### تیم ملی اسپانیا
در ژوئیه سال ۲۰۰۸، دل بوسکه به عنوان جانشین لوییس آراگونس که از تیم ملی کنار رفته بود، معرفی شد. اولین بازی تیم ملی که به تازگی قهرمان اروپا هم شده بود، تحت هدایت او در تاریخ ۲۰ اوت ۲۰۰۸ در مقابل دانمارک انجام شد. دل‌بوسکه قرادادی دوساله با فدراسیون فوتبال اسپانیا امضاء کرده‌است. وی موفق شد با اسپانیا در جام جهانی ۲۰۱۰ آفریقا قهرمان شود.یورو ۲۰۱۲ هم به دست او و شاگردانش فتح شد

## بهترین مربی جهان
دل بوسکه به عنوان بهترین مربی جهان در سال ۲۰۱۲ انتخاب شد.

## حضور در لیست ده مربی برتر تاریخ فوتبال اروپا
دل بوسکه در لیست ده نفره برترین مربیان تاریخ فوتبال اروپا از دیدگاه یوفا قرار گرفته‌است.

## رکورد
دل بوسکه تنها مربی تاریخ فوتبال است که موفق به فتح هر سه جام لیگ قهرمانان اروپا، جام ملت‌های اروپا و جام جهانی شده است.

## افتخارات

### بازیکن
- رئال مادرید:
- لالیگا (۵)
- کوپا دل ری (۴)

### مربی
- رئال مادرید:
- لالیگا (۲)
- سوپر جام اسپانیا (۱)
- لیگ قهرمانان اروپا (۲)
- سوپرکاپ اروپا (۱)
- جام بین قاره‌ای (۱)

### تیم ملی اسپانیا
- جام جهانی ۲۰۱۰
- یورو ۲۰۱۲

## آمار

### آمار مربیگری
| تیم                    | Nat     | از             | تا             | رکورد | رکورد | رکورد | رکورد | رکورد  | رکورد    | رکورد | رکورد |
| تیم                    | Nat     | از             | تا             | بازی  | برد   | تساوی | شکست  | گل زده | گل خورده | تفاضل | برد % |
| ---------------------- | ------- | -------------- | -------------- | ----- | ----- | ----- | ----- | ------ | -------- | ----- | ----- |
| رئال مادرید کاستیا     | اسپانیا | ۱۱ ژوئن ۱۹۸۷   | ۲۵ ژوئن ۱۹۹۰   | ۱۱۴   | ۴۲    | ۳۱    | ۴۱    | ۱۴۴    | ۱۴۵      | ۱−    | ۰۳۷   |
| رئال مادرید            | اسپانیا | ۷ مارس ۱۹۹۴    | ۳۰ ژوئن ۱۹۹۴   | ۱۳    | ۵     | ۲     | ۶     | ۲۳     | ۲۲       | ۱+    | ۰۳۸   |
| رئال مادرید            | اسپانیا | ۲۱ ژانویه ۱۹۹۶ | ۲۴ ژانویه ۱۹۹۶ | ۱     | ۱     | ۰     | ۰     | ۵      | ۰        | ۵+    | ۱۰۰   |
| رئال مادرید            | اسپانیا | ۱۷ نوامبر ۱۹۹۹ | ۲۳ ژوئن ۲۰۰۳   | ۲۰۳   | ۱۱۳   | ۴۹    | ۴۱    | ۴۶۱    | ۲۶۷      | ۱۹۴+  | ۰۵۶   |
| بشیکتاش                | ترکیه   | ۸ ژوئن ۲۰۰۴    | ۲۷ ژانویه ۲۰۰۵ | ۲۵    | ۱۱    | ۷     | ۷     | ۴۰     | ۲۵       | ۱۵+   | ۰۴۴   |
| تیم ملی فوتبال اسپانیا | اسپانیا | ۱ ژوئیه ۲۰۰۸   | ۳۰ ژوئن ۲۰۱۶   | ۱۱۴   | ۸۷    | ۱۰    | ۱۷    | ۲۵۴    | ۷۹       | ۱۷۵+  | ۰۷۶   |
| مجموع                  | مجموع   | مجموع          | مجموع          | ۴۷۰   | ۲۵۹   | ۹۹    | ۱۱۲   | ۹۲۷    | ۵۳۸      | ۳۸۹+  | ۰۵۵   |